# Brahmidia celebica
Brahmidia celebica is een vlinder uit de familie van de herfstspinners (Brahmaeidae). De wetenschappelijke naam van de soort is voor het eerst geldig gepubliceerd in 1937 door Lambertus Johannes Toxopeus.